# The Wee Free Men
The Wee Free Men: Los pequeños hombres libres (título original The Wee Free Men) es la 30.ª novela de la saga de Mundodisco de Terry Pratchett, publicada en 2003 en su idioma original. Esta es la segunda novela dirigida principalmente a Jóvenes Adultos, y la primera novela que tiene a Tiffany Aching como protagonista.

## Sumario
La joven Tiffany Aching, de tan solo nueve años de edad, ha decidido que será una bruja. Esto no es fácil, en un pueblo en donde estas no son bien recibidas. Esto no siempre fue así, por ella está segura de que su abuela Sarah Aching era una, y esta era respetada en todo el territorio de La Creta.
Una mañana, advertida por Los Hombrecillos Libres, también conocidos como Nac Mac Feegle, La gente pequeña o Se creen armados y peligrosos (que hicieron su aparición por primera vez en Carpe Jugulum), se enfrenta a una Jenny Dientes Verdes (Jenny Greenteeth en inglés). Esto llama la atención de Perspicacia Tick, una buscadora de brujas.
Gracias a ella, comienza a adentrarse en el mundo de Las Brujas, pero surge un problema cuando su hermano pequeño desaparece, y con la ayuda de los Nac Mac Feegle, descubre que este ha terminado en la Tierra de las Hadas, y armada con su triple visión, y los Nac Mac Feegle, se adentra en esta para salvar a su hermano pequeño.

## Adaptaciones
En enero de 2006, fue revelado que el director Sam Raimi había firmado para hacer una película basada en esta novela, a partir de un guion de Pamela Pettler (una de las guionistas de Tim Burton's Corpse Bride). Sony Pictures Entertainment ha adquirido los derechos para este libro. Los productores son Josh Donen, Vince Geradis, y Ralph Vicinanza.
En una entrevista a Terry, en junio de 2008, dijo "Vi el guion que francamente me pareció horrible. Parece que era Hombrecitos Libres solo en el nombre. Tenía todas las marcas de que había sido algo bueno, en el que el estudio metió mano. Posiblemente no sea hecha."

## Traducciones
- Волният народец (Bulgario)
- Svobodnej národ (Checo)
- De små blå mænd (Danés)
- De Vrijgemaakte Ortjes (Holandés)
- Tillud vabamehed (Estonio)
- Vapaat pikkumiehet (Finlandés)
- Les ch'tits hommes libres (Francés)
- Kleine freie Männer (Alemán)
- Χιλιάδες Νάνοι κι ένα τηγάνι (Griego)
- בני החורין הקטנים (Hebreo)
- L' intrepida Tiffany e i piccoli uomini liberi (Italiano)
- Mazie brīvie ķipari (Letón)
- Mažieji laisvūnai (Lituano)
- Skrellingene (Noruego)
- Wolni Ciutludzie (Polaco)
- Scoţiduşii liberi (Rumano)
- Вольный народец (Ruso)
- Små Blå Män (Sueco)